# Sig-Sauer SP 2022
Le SIG-Sauer SP 2022 est un pistolet semi-automatique, de la série SIG-Sauer Pro, conçu en Suisse par SIG et produit en Allemagne par Sauer. Il équipe plusieurs services de police dans le monde.

## Caractéristiques
- Calibre : 9 × 19 mm Parabellum, .357 SIG ou .40 S&W
- Longueur : 18,5 cm
- Hauteur : 14,4 cm
- Largeur : 3,4 cm
- Longueur du canon : 9,8 cm
- Longueur de la hausse : 15 cm
- Nombre de rayures : 6 (à droite)
- Masse chargé : 987 g en 9 mm[1]
- Masse chargeur inclus : 802 g en 9 mm, 862 g en .40 ou en .357[2]
- Poids de la détente DA : 45 N
- Contenance du chargeur : dix ou quinze coups en 9 mm, dix ou douze coups en .357 et en .40
- Vitesse du projectile : 350 m/s en moyenne
- Portée pratique : 50 m
- Sous son canon, il possède également un rail Picatinny permettant la fixation d'accessoire (lampe, laser, etc.)

## Utilisateurs
Alors que le SIG-Sauer P226 est largement utilisé par les militaires, le SP 2022 a été adopté par plusieurs services de police à travers le monde.

### En France
En France, cette arme est classée en catégorie B-1. Sorti gagnant d'un appel d'offres lancé en 2002 et commandé à 260 000 exemplaires, le SP 2022 équipe depuis, en calibre 9 mm COP, la police nationale, la gendarmerie, et les douanes. Le processus de sélection a été large : plus de quatre cents policiers, gendarmes et douaniers ont tiré 460 000 cartouches. Le Sig-Sauer SP 2022 a été retenu notamment pour ses nombreux dispositifs de sécurité : cran de sécurité du marteau, au verrouillage, à la percussion et la culasse « sécurité ».
Il remplace progressivement les différentes armes de poing utilisées jusqu'alors, par exemple les PAMAS G1 de la Gendarmerie, les Manurhin F1 de la police nationale, les Smith & Wesson, Taurus, MAC 50 et Manurhin utilisés par les autres corps. Sa dénomination « 2022 » représente la fin du contrat pour les pièces de remplacement. L'arme ayant une durée prévue de service de vingt ans, elle pouvait théoriquement être remplacée, au besoin, à partir de 2022. Elle est toujours en service à ce jour (2025). 
Différentes munitions de service furent utilisées, notamment la RUAG/Geco en FMJ de 124 grains. Cette munition, très proche de celles au standard OTAN utilisées par les armées, entra en service en 2005 dans la police nationale et les Douanes. La Gendarmerie sélectionna la MEN QD1 à balle à bout plastique rouge de 90 grains, plus adaptée à un usage police.  
Les forces de l'Ordre françaises décident donc de choisir une munition "hollow point", très appréciée des forces de police occidentales, en particulier américaines. En 2011, c'est finalement la Speer Gold Dot qui est sélectionnée pour équiper l'ensemble des forces de sécurité françaises. Plusieurs contrats sont signés, le dernier remontant à 2023. La Speer Gold Dot est une munition populaire auprès des forces de police américaines, et en dotation dans certains services fédéraux comme le Secret Service et les Douanes/gardes frontières.

### Dans le reste du Monde
La Police royale de Malaisie utilise le SP 2022 depuis 2007.

## Le SP2022 à l'écran
L'actrice française Clémence Poésy jouant le commandant Élise Wassermann du commissariat de police de Calais porte un SIG SP2022 dans la série télévisée franco-britannique Le Tunnel.
L’arme officielle de la Gendarmerie nationale, de la Police nationale et des Douanes françaises apparaît aussi dans les mains des gendarmes de la Section de recherches du commandant Léa Soler (joué par Astrid Veillon de Montpellier dans Tandem, ce qui est paradoxal car les militaires de ces unités, agissant en civil, sont dotés de Glock 26, plus petis et donc plus discrets que les SP2022.
Au cinéma, il est plus rare mais il arme Daniel Auteuil  (le commissaire Mattei/Le Guetteur), Omar Sy (Ousmane Diakhité/De l'autre côté du périph) et enfin Roschdy Zem  (Marek Belghazi alias Slimane/Go Fast).

### Sources Internet
- Test du SP 2022 sur le site essai-armes.fr